# Keio Challenger 2022
Il Keio Challenger 2022 è un torneo maschile e femminile di tennis professionistico. È la 15ª edizione del torneo maschile, facente parte della categoria Challenger 80 nell'ambito dell'ATP Challenger Tour 2022, con un montepremi di 53 120 $. È invece la 5ª edizione del torneo femminile, facente parte della categoria W25 nell'ambito dell'ITF Women's World Tennis Tour 2022, con un montepremi di 25 000 $. È in corso dal 31 ottobre al 13 novembre 2022 sui campi in cemento del Mamushidani Tennis Courts nel campus Hiyoshi dell'Università Keio a Yokohama, in Giappone.

## Partecipanti

### Teste di serie
| Nazionalità          | Giocatore             | Ranking* | Testa di serie |
| -------------------- | --------------------- | -------- | -------------- |
| Australia            | Christopher O'Connell | 100      | 1              |
| Australia            | John Millman          | 142      | 2              |
| Giappone             | Kaichi Uchida         | 168      | 3              |
| Bosnia ed Erzegovina | Damir Džumhur         | 180      | 4              |
| Taipei cinese        | Wu Tung-lin           | 207      | 5              |
| Giappone             | Hiroki Moriya         | 213      | 6              |
| Giappone             | Yosuke Watanuki       | 223      | 7              |
| Rep. Ceca            | Zdeněk Kolář          | 235      | 8              |

* Ranking al 24 ottobre 2022.

### Altri partecipanti
I seguenti giocatori hanno ricevuto una wild card per il tabellone principale:
- Tomoya Fujiwara
- Shinji Hazawa
- Masamichi Imamura

I seguenti giocatori sono entrati in tabellone con il ranking protetto:
- Tatsuma Itō
- Yūichi Sugita

I seguenti giocatori sono passati dalle qualificazioni:
- Hong Seong-chan
- Taisei Ichikawa
- Ryota Tanuma
- Jonathan Mridha
- James Kent Trotter
- Yuki Mochizuki

Il seguente giocatore è entrato in tabellone come lucky loser:
- Rimpei Kawakami

## Campioni

### Singolare maschile
Christopher O'Connell ha sconfitto in finale  Yosuke Watanuki con il punteggio di 6–1, 6(5)–7, 6–3.

### Doppio maschile
Victor Vlad Cornea /  Ruben Gonzales hanno sconfitto in finale  Tomoya Fujiwara /  Masamichi Imamura con il punteggio di 7–5, 6–3.

### Singolare femminile
Na-Lae Han ha sconfitto in finale  Miyu Kato con il punteggio di 7–5, 6–0

### Doppio femminile
Erina Hayashi /  Naho Sato hanno sconfitto in finale  Na-Lae Han /  Mai Hontama con il punteggio di 6–4, 4–6, [10–5]